# 司马辽太郎纪念馆
司马辽太郎纪念馆（日语：／）是一座位于日本大阪府東大阪市的文学博物馆。

## 历史
博物馆陈列着司马辽太郎晚年的6万多本藏书和资料。日本建筑师安藤忠雄为开幕而设计的新展厅有一个11米的弧型通顶墙面，保留着2万多藏书和他自己的著作。

## 画廊

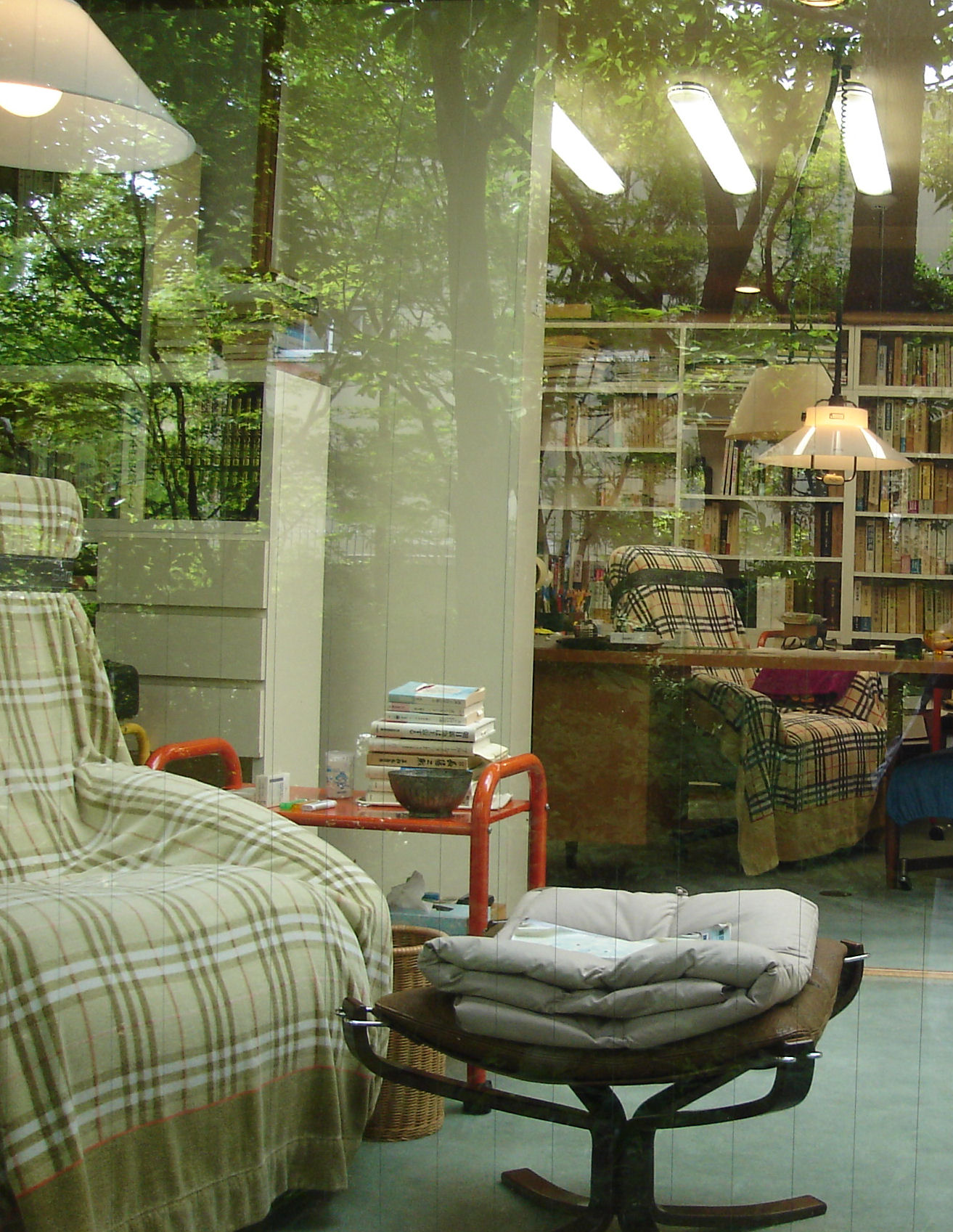
书斋